# Evolución tectónica de las montañas Transantárticas

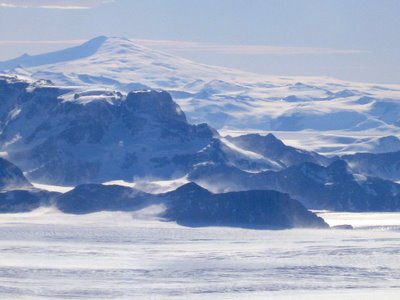
Frente de las montañas Transantárticas.

La evolución tectónica de las montañas Transantárticas parece haber comenzado cuando la Antártida se separó de Australia durante el Cretácico Superior y sigue en curso, creando algunas de las cadenas montañosas más largas (3500 km) formadas por el levantamiento del flanco de la zona de rift asociado con el rifting continental. Las montañas Transantárticas forman una cordillera que separa la Antártida Oriental de la Antártida Occidental. El sistema de rift que las formó se produjo por una reactivación de la corteza a lo largo del cratón antártico oriental. Este rifting, o expansión del lecho marino, causa el movimiento de la placa tectónica que produce un borde convergente cercano donde se está formando la cordillera. Los procesos específicos responsables para la formación de las montañas Transantárticas todavía son discutidos, y este debate genera una variedad de hipótesis sobre la historia tectónica de la cordillera.

## Principales causas del levantamiento de la cordillera
Entre las principales causas para el levantamiento se incluye:
- Mecanismos térmicos, como plumas del manto y inyecciones de magma en la corteza, que causan zonas de rift y la expansión térmica del cinturón de montañas.[5]
- Convergencia de material cortical, que ocurre cuando la zona de rift empuja la placa de la Antártida Occidental hacia la placa de la Antártica Oriental, que es mucho más fuerte.[2]
- Levantamiento por flexión, un proceso mecánico en el que una placa tectónica se rompe por una profunda falla normal, lo que resulta en el levantamiento.

El sistema de rift de la Antártida Occidental (WARS, por sus siglas en inglés) se encuentra justo al oeste de las montañas Transantárticas, y se considera que tuvo una influencia importante en la formación de las montañas Transantárticas. La zona de rift cubre una amplia región donde se produjo una extensión lenta durante aproximadamente 100 Ma. Hasta hace poco, la influencia del rift aún estaba siendo discutido, ya que se carecía de datos geológicos y geofísicos sobre esta región.

## Historia del levantamiento

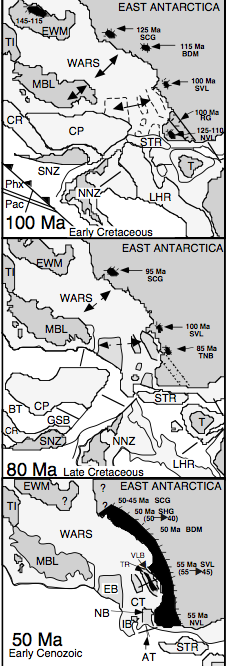
Reconstrucción paleogeográfica del sistema de rift de la Antártida Occidental y de las montañas Transantárticas.

La ruptura del supercontinente Gondwana comenzó a principios del Jurásico, hace unos 184 millones de años (Ma), pero la Antártida no se separó de Australia hasta el Cretáceo Tardío, hace 80 Ma. Poco antes de la separación en el Jurásico Superior y el Cretácico Inferior, comenzaron a producirse rifts cerca de la región donde se formarían las montañas Transantárticas. Se desconoce si este primer episodio de rifting causó algún levantamiento de la cordillera. Algunos investigadores sugieren que este episodio constituye la reactivación de un rift que se formó durante la orogénesis de Gondwana, pero no aportaron evidencia concluyente. Fue seguido por la formación de fallas extensionales de bajo ángulo a lo largo de la placa de la Antártida Oriental. No se produjo levantamiento durante esta fase inicial de fallamiento debido a la contrarrestación de los sucesos erosivos. Poco después, durante el Cretácico Medio (100 Ma), comenzó la formación del sistema de rift de la Antártida Occidental. Algunos modelos muestran que el proceso rápido del rifting y las intensas fuerzas térmicas se deben a un límite litosfera-astenosfera poco profundo (50 km de profundidad) debajo de las montañas Transantárticas. El rifting en esta área continúa hoy en día. Un tan largo período de rifting conduce a levantamiento debido a la conducción prolongada de calor lateral al cinturón de montañas. Esto ha sido respaldado por evidencia sísmica. El levantamiento de la superficie inicial comenzó hace aproximadamente 55 Ma, durante el Cenozoico Temprano.
El levantamiento de los flancos del rift se produce cuando la corteza en la parte lateral de una zona de rift converge con una corteza más fuerte, lo que por lo general resulta en el engrosamiento de la corteza y una zona de subducción. El levantamiento flexural no suele asociarse típicamente con el levantamiento de los flancos del rift, pero en el caso de las montañas Transantárticas ocurre en el mismo límite litosférico, aquí junto con la expansión térmica del cinturón de montañas, lo que resulta en un levantamiento superficial muy rápido. Este fenómeno explica la pendiente pronunciada y la gran elevación de las montañas actuales. Desde mediados del Cenozoico hasta el presente, la tasa de elevación ha ido disminuyendo lentamente debido a procesos tectónicos más lentos.

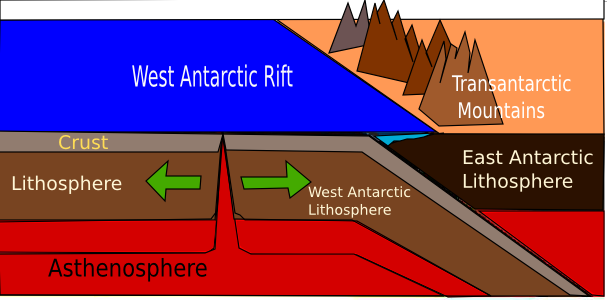
Zona de rift y borde convergente que formaron las montañas Transantárticas.

## Historia de la exhumación
Para que se produzca levantamiento de la superficie de las rocas, la tasa de levantamiento debe exceder la tasa de exhumación. En otras palabras, la velocidad con la que la roca sube debe ser mayor que el efecto de la erosión en la superficie de la roca. Las montañas Transantárticas han experimentado tres episodios principales de exhumación, o denudación. Los geólogos pueden estimar el tiempo de los episiodios de levantamiento y denudación, utilizando el método de datación por huellas de fisión de apatita. Durante el Cretácico (65-145 Ma), se produjeron dos episodios de denudación separados. Ambos episodios, uno en el Cretácico Inferior y el otro en el Cretácico Superior, fueron lo suficientemente grandes como para contrarrestar el levantamiento de la superficie. El tercer episodio de denudación tuvo lugar durante el Cenozoico Temprano. Durante el Cenozoico, el levantamiento de la roca fue de 7 km a 10 km, con el levantamiento más alto hacia el frente de la cordillera.